# Anthony Taylor (arbitre)
Pour les articles homonymes, voir Anthony Taylor.
Anthony Taylor, né le 20 octobre 1978 à Wythenshawe, Manchester, est un arbitre de football anglais. Il est arbitre international FIFA depuis 2013. Il devient arbitre professionnel en 2010 et arbitre du championnat anglais à partir de 2010. Il est choisi par l'UEFA comme arbitre de la Supercoupe de l'UEFA 2020 et pour l'Euro 2020.

## Biographie

### Carrière
Lors d'un match de l'Euro 2020 opposant le Danemark à la Finlande le 12 juin 2021, le joueur danois Christian Eriksen perd connaissance à la 42e minute. Anthony Taylor fait preuve d'une réactivité remarquable et fait appel à l'aide médicale urgente seulement 3 secondes après la perte de connaissance d'Eriksen.

## Détails de la carrière de l'arbitre
|                                                   | Apparitions | Cartons jaunes par match | Cartons rouges | Tirs au but |
| Premier League                                    | 255         | 3,4                      | 32             | 70          |
| FA Cup                                            | 32          | 4                        | 9              | 9           |
| Ligue des champions de l'UEFA                     | 26          | 5,1                      | 7              | 8           |
| Ligue Europa                                      | 20          | 4,4                      | 6              | 6           |
| Championnat d'Angleterre de D2                    | 18          | 3,4                      | 6              | 5           |
| Coupe de la Ligue anglaise                        | 7           | 3                        | 0              | 1           |
| Éliminatoires du championnat d'Europe             | 7           | 6                        | 1              | 1           |
| Matchs amicaux internationaux                     | 5           | 2                        | 0              | 1           |
| Championnat d'Europe -19 ans                      | 3           | 2                        | 0              | 0           |
| Ligue des Nations                                 | 3           | 3,3                      | 0              | 1           |
| Éliminatoires de la Coupe du monde : zone Europe  | 3           | 3                        | 0              | 2           |
| Championnat d'Europe                              | 2           | 2                        | 0              | 0           |
| Football League One                               | 2           | 3                        | 0              | 0           |
| Coupe du monde de football -17 ans                | 2           | 3                        | 0              | 1           |
| Éliminatoires du Championnat d'Europe espoirs\| 2 | 5           | 1                        | 0              |             |
| Matchs amicaux de clubs                           | 1           | 1                        | 0              | 0           |
| Community Shield                                  | 1           | 2                        | 0              | 0           |
| Supercoupe de l'UEFA                              | 1           | 6                        | 0              | 1           |